# Chasarisches Meer und Chasarische Halbinsel

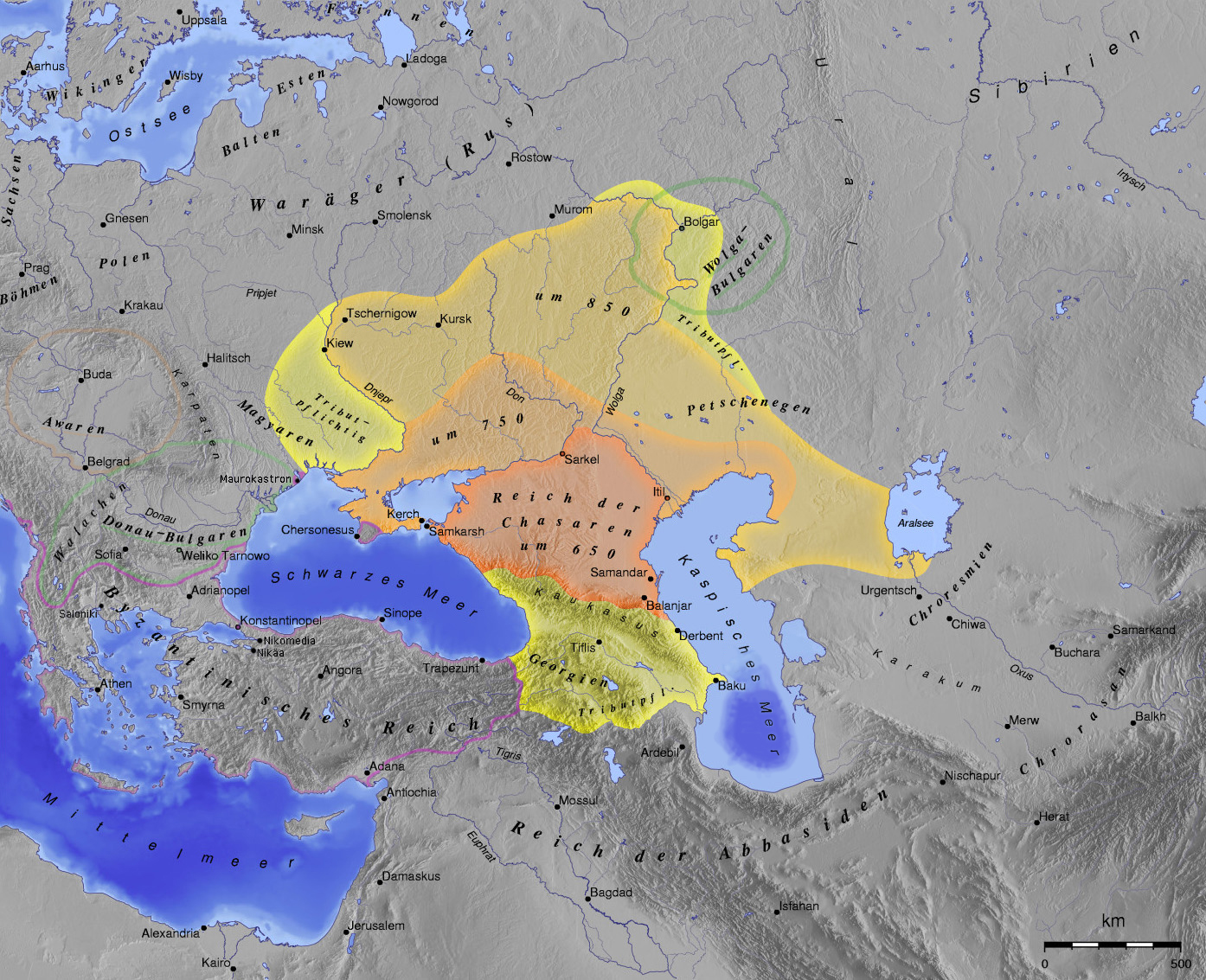
Reich der Chasaren.

Chasarisches Meer ist eine Rückübersetzung aus arabischen (بحر الخزر, DMG Baḥr al-Ḫazar) und türkischen (Hazar Denizi) Chroniken des 13. Jahrhunderts für das Schwarze Meer bzw. das Asowsche Meer. 
Der Name leitete sich vom türkischen Nomadenstamm der Chasaren ab, deren Reich sich bis ins 10. Jahrhundert an den Ufern sowohl des Schwarzen Meeres als auch des Weißen Meeres (ein anderer Name für das Kaspische Meer), erstreckte. Es handelt sich nicht um das gleichnamige Weiße Meer, welches ein Randmeer des Arktischen Ozeans ist. Später allerdings wurde nur noch das Weiße Chasarische Meer, das Kaspische Meer also, als „Chasarisches Meer“ bezeichnet.
Als Chasarische Halbinsel wurde daher in den mittelalterlichen Chroniken zumeist die Halbinsel Krim überliefert, die sowohl am Schwarzen als auch am Asowschen Meer liegt.